# Tara Sue Me
Œuvres principales
- Série La Soumise

Tara Sue Me est une écrivaine américaine, auteur de romances érotiques. Elle habite dans le Sud-Est des États-Unis avec sa famille, ses deux chiens et son chat. Elle a écrit son premier roman à l'âge de douze ans.

## Œuvres

### SérieLa Soumise
1. La Soumise, Marabout, 2014 ((en) The Submissive, New American Library, 2013)  (ISBN 978-2-501-09257-9)
2. Le Dominant, Marabout, 2014 ((en) The Dominant, New American Library, 2013)  (ISBN 978-2-501-09262-3)
3. L'Apprentie, Marabout, 2014 ((en) The Training, New American Library, 2013)  (ISBN 978-2-501-09263-0)
4. L'Appât, Marabout, 2015 ((en) The Enticement, New American Library, 2015)  (ISBN 978-2-501-10375-6)
  - Incandescence, Marabout, 2015 ((en) Seduced By Fire, New American Library, 2014)  (ISBN 978-2-501-09632-4)Réédité par les éditions Marabout comme le tome 4,5 de la série sous le titre La Novice en 2016 (ISBN 978-2-501-11432-5)
5. Le Collier, Marabout, 2015 ((en) The Collar, New American Library, 2015)  (ISBN 978-2-501-10382-4)
6. L'Impudique, Marabout, 2016 ((en) The Exhibitionist, New American Library, 2015)  (ISBN 978-2-501-10397-8)
7. Le Maître, Marabout, 2016 ((en) The Master, New American Library, 2016)  (ISBN 978-2-501-11431-8)
8. (en) The Exposure, New American Library, 2016
9. (en) The Flirtation, New American Library, 2017

#### Nouvelles
- Tome 3,5 : (en) The Chalet, 2014 : histoire sur Abby et Nathaniel.
- Tome 7,5 : (en) The Claiming, 2016 : histoire sur Sasha et Cole.
- Tome 9,5 : (en) The Mentor and the Master, 2018 : histoire sur Fritz et Kate.

### SérieThe Rack
1. (en) Master Professor, 2017
2. (en) Head Master, 2018

### Nouvelles indépendantes
- (en) Altered Allies, 2015